# Aechmea stenosepala
Aechmea stenosepala är en gräsväxtart som beskrevs av Lyman Bradford Smith. Aechmea stenosepala ingår i släktet Aechmea och familjen Bromeliaceae. Inga underarter finns listade i Catalogue of Life.